# الیا سوریانو
الیا سوریانو (انگلیسی: Elia Soriano؛ زادهٔ ۲۶ ژوئن ۱۹۸۹) بازیکن فوتبال اهل ایتالیا است.
از باشگاه‌هایی که در آن بازی کرده‌است می‌توان به باشگاه فوتبال کارلسروهه، باشگاه فوتبال دارمشتات ۹۸، باشگاه فوتبال وی‌اف‌آر آلن، و باشگاه فوتبال وورتسبورگ کیکرز اشاره کرد.